# Alhaji Gero
Salisu Abdullahi "Alhaji" Gero (Kano, 10 oktober 1993) is een Nigeriaans voetballer die doorgaans speelt als spits. In maart 2025 verruilde hij Hong Linh Ha Tinh voor Jhapa FC.

## Clubcarrière
Gero speelde in Nigeria voor El Kanemi Warriors, Lobi Stars, Kaduna United en Enugu Rangers. In de zomer van 2013 maakte de aanvaller de overstap naar Europa, waar hij ging spelen bij het Zweedse Östers IF. Hier ondertekende hij een initieel contract voor drieënhalf jaar. In zijn eerste seizoen bij de club degradeerde de club en een niveau lager wist Gero tot acht doelpunten te komen. Hierop trok Viborg FF de aanvaller aan en hij tekende er voor drie seizoenen. Bij de Deense club wist de Nigeriaan echter geen vaste rol af te dwingen. In zijn eerste halve seizoen speelde hij nog vijftien wedstrijden, maar het halve jaar erop acht, telkens als invaller. Hierop werd zijn verbintenis in de winterstop ontbonden.
Enkele dagen later keerde Gero terug naar Zweden, waar Östersunds FK zijn nieuwe club werd. In zijn eerste jaar won Östersunds de beker. Medio 2018 verkaste de Nigeriaan naar Esteghlal, waar hij voor drie jaar tekende. Per januari 2019 gingen Gero en Esteghlal uit elkaar. In februari keerde hij vervolgens terug bij Östersunds FK, waar hij tot medio 2019 tekende. Na het aflopen van dit contract tekende Gero voor Helsingborgs IF. Deze club verliet hij in januari 2022, om in augustus van dat jaar te tekenen voor FF Jaro. Begin 2023 stapte hij over naar TPS. Na een half seizoen zonder club tekende hij in juli 2024 voor Barito Putera en in februari 2025 verkaste hij voor een maand naar Hong Linh Ha Tinh, om daarna voor Jhapa FC te tekenen.

## Clubstatistieken
| Seizoen | Club              | Competitie  | Competitie | Competitie | Beker | Beker | Internationaal | Internationaal | Totaal | Totaal |
| Seizoen | Club              | Competitie  | Wed.       | Dlp.       | Wed.  | Dlp.  | Wed.           | Dlp.           | Wed.   | Dlp.   |
| ------- | ----------------- | ----------- | ---------- | ---------- | ----- | ----- | -------------- | -------------- | ------ | ------ |
| 2013    | Östers IF         | Allsvenskan | 10         | 1          | 1     | 0     | —              | —              | 11     | 1      |
| 2014    | Östers IF         | Superettan  | 28         | 8          | 4     | 1     | —              | —              | 32     | 9      |
| 2014/15 | Viborg FF         | 1. division | 15         | 1          | 0     | 0     | —              | —              | 15     | 1      |
| 2015/16 | Viborg FF         | Superligaen | 8          | 0          | 2     | 2     | —              | —              | 10     | 2      |
| 2016    | Östersunds FK     | Allsvenskan | 22         | 3          | 4     | 2     | —              | —              | 26     | 5      |
| 2017    | Östersunds FK     | Allsvenskan | 24         | 2          | 5     | 1     | 11             | 2              | 40     | 5      |
| 2018    | Östersunds FK     | Allsvenskan | 9          | 1          | 2     | 1     | 1              | 0              | 12     | 2      |
| 2018/19 | Esteghlal         | Pro League  | 7          | 0          | 0     | 0     | 1              | 0              | 8      | 0      |
| 2019    | Östersunds FK     | Allsvenskan | 13         | 1          | 0     | 0     | —              | —              | 13     | 1      |
| 2019    | Helsingborgs IF   | Allsvenskan | 13         | 3          | 1     | 0     | —              | —              | 14     | 3      |
| 2020    | Helsingborgs IF   | Allsvenskan | 17         | 1          | 1     | 2     | —              | —              | 18     | 3      |
| 2021    | Helsingborgs IF   | Allsvenskan | 3          | 0          | 2     | 0     | —              | —              | 5      | 0      |
| 2022    | FF Jaro           | Ykkönen     | 10         | 6          | 0     | 0     | —              | —              | 10     | 6      |
| 2023    | TPS               | Ykkönen     | 25         | 9          | 0     | 0     | —              | —              | 25     | 9      |
| 2024/25 | Barito Putera     | Liga 1      | 15         | 1          | 0     | 0     | —              | —              | 15     | 1      |
| 2024/25 | Hong Linh Ha Tinh | V.League 1  | 3          | 0          | 0     | 0     | —              | —              | 3      | 0      |
| Totaal  | Totaal            | Totaal      | 222        | 37         | 20    | 7     | 13             | 2              | 255    | 46     |

Bijgewerkt op 2 april 2025.

## Erelijst
| Competitie    |           |           |           |           |
| Competitie    | Aantal    | Jaren     |           |           |
| Viborg FF     | Viborg FF | Viborg FF | Viborg FF | Viborg FF |
| ------------- | --------- | --------- | --------- | --------- |
| 1. division   | 1         | 2014/15   |           |           |
| Östersunds FK |           |           |           |           |
| Svenska Cupen | 1         | 2016/17   |           |           |